# سقوط فاس (1554)
سقوط فاس 1554: حدث في يناير 1554 عندما تحركت القوات العثمانية بقيادة بكلربك الجزائر صالح ريس، لدعم أبو حسون، أحد ملوك الدولة الوطاسية التي أطيح بها عام 1549، ضد قوات السلطان السعدي محمد الشيخ.
أدى الدعم العثماني للوطاسيين إلى تراجع قوات السعديين واستيلاء الوطاسيين بزعامة أبو حسون على فاس، حيث مكن هذا الهجوم العثماني-الوطاسي أبو الحسن أبو حسون علي بن محمد من حكم فاس لمدة لم تتعد 4 أشهر كان خلالها خاضعا للإمبراطورية العثمانية، قبل أن يعيد السلطان السعدي محمد الشيخ السيطرة عليها.

## سياق المواجهة
اعترف السعديون في بداية أمرهم بالسلطة المركزية الوطاسية، ولكنهم ما لبثوا أن دخلوا معهم في عدة مواجهات ابتداء من سنة 1528، حيث انتهى بهم الأمر إلى طردهم من فاس عام 1554.
تعود البدايات الأولى للدعم العثماني للوطاسيين إلى سنة 1545 عندما خسروا الحكم لصالح السعديين فحولوا وجههم شطر الدولة العثمانية من أجل الحصول على مساعدة عسكرية تسمح لهم بالعودة إلى السلطة. سهل التنافس بين الطريقتين الصوفيتين القادرية في الجزائر وفاس والشاذلية في جنوب المغرب في تحالف العثمانيين مع الوطاسيين ضد السعديين.
كان أبو حسون وصيًا على عرش السلطان محمد القصري الذي كان صغير السن قبل أن يصبح خليفة له، فكان يحشد دعم الشرفاء القادريين ويعترف بسيادة الخليفة العثماني استجداء لمساعدته عسكريا ضد منافسيه السعديين، ورغم محاولات التقرب من العثمانيين إلا أنهم لم يكن بوسعهم التدخل عسكريًا في المغرب حتى أربعينيات القرن السادس عشر، إذ لم يكن بمقدورهم التدخل قبل هذا التاريخ ولو كانوا يرغبون في ذلك بسبب الاضطرابات التي ميزت نهاية العهد الزياني في تلمسان.
في عام 1549 لجأ أبو حسون إلى العثمانيين في الجزائر بعد أن غزا السعديون فاس وبعدما فشل في تلقي دعم الأوربيين وخاصة الإسبان والبرتغال الذين سبق أن احتمى بهم دون جدوى.
ورغم فراره نحو العثمانيين، إلا أن عددا كبيرا من القبائل في شمال شرق المغرب ما زال يدعم أبا حسون، هذا فضلا عن مساندة أمراء دبدو له، وهذا ما جعله يمني النفس بالعودة إلى الحكم مرة أخرى عن طريق غزو عثماني من الجزائر بموافقة من الباب العالي أو بدونها.
في عام 1552، عيّن الخليفة العثماني سليمان القانوني صالح ريس بكلربك الجزائر، ليحل محل حسن باشا. وفي الوقت نفسه، بعث سليمان برسالة مرفقة بهدايا إلى السلطان السعدي محمد الشيخ، أشاد فيها بصفات بكلربك الجزائر الجديد، وطالبه من خلال هذه الرسالة بضرورة العمل والتنسيق من أجل وحدة المسلمين.
كانت العلاقات العثمانية السعدية ودية في البداية، فقد ذهب صالح ريس إلى حد منح محمد الشيخ بعض الجوائز التي حصل عليها خلال حملته إلى جبل طارق ضد الإسبان والبرتغاليين، لكنها سرعان ما تدهورت بسبب النبرة المتغطرسة للباب العالي الذي لم يكن يخاطب السلطان السعدي سوى بلقب "شيخ العرب" للدلالة على أنه مجرد زعيم قبلي لا قيمة له، لذلك كان من الطبيعي أن يفكر محمد الشيخ في إظهار قوته، فاستغل نزاعات العثمانيين على جبهات أخرى، محاولا ضم تلمسان، لكنه فشل في ذلك، إذ لم تدم سيطرته عليها سوى ستة أشهر قتل خلالها ابنه الحران، وبعد هذه المناوشات تأكد مرة أخرى لبكلربك الجزائر أنه لا بديل عن التفاوض مع السعديين لإنهاء النزاع وتثبيت الحدود عند ملوية، هذه الحدود التي ظلت نظرية منذ أن استأنف محمد الشيخ غزواته بعد فترة وجيزة من المفاوضات وأبرم تحالفًا مع الإسبان، مما أشعل فتيل الصراع من جديد.
من جانبه وجد الوطاسي أبو حسون، الذي كان يأمل في مساعدة البرتغاليين له لاستعادة عرشه، نفسه على متن سفينة استولى عليها صالح ريس في 5 يوليو 1553 بميناء فيليز(Vélez) بإسبانيا، لدى عودته من رحلة بحرية ضد مايوركا ومينوركا، فوجدها صالح فرصة للتدخل في المغرب من خلال عرض الدعم على الوطاسيين.
قيل عن حادثة اعتقال أبي حسون بأن صالح وبخه بشدة لأنه فكر في طلب مساعدة المسيحيين، بدلاً من الأتراك المسلمين أمثاله، والذين يمكن أن يحصل منهم على الحماية دون جلب العار وإهانة شرفه، غير أن مؤرخين آخرين اعتبروا هذا اللوم مستبعدا.
أدت كل الخلافات السابقة بين السعديين والعثمانيين إلى تدخلهم في المغرب من أجل استعادة سلطة الوطاسيين، فأطلقوا حملتهم العسكرية باتجاه فاس، بعد أن عزز قائدهم صالح ريس ظهره بإعلان التحالف مع سلطان كوكو الذي حصل منه على قوات لدعم حملته.

## مجريات المعركة
في شتنبر 1553، غادر صالح ريس الجزائر ومعه أبو حسون باتجاه فاس وبرفقتهما 6000 فارس و 1000 من السباهي، كما انضمت إليهما في الطريق فرقة مكونة من 4000 فارس من إمارة كوكو. من جهة أخرى تحرك أبناء أبو حسون مع مجموعة مكونة من ستمائة من رماة الرماح الذين كانوا يتواجدون في معقلهم القديم بباديس، وفضلا عن كل ذلك التحق حاكم دبدو مع رجاله بالتحالف العثماني الوطاسي رجاله.
ما أن وصل خبر الزحف العثماني إلى سلطان السعديين، حتى جمع 30.000 من الفرسان و 10.000 رجل للدفاع عن المدينة. على الرغم من نصيحة ضباطه بعدم الإقدام على مغامرة غير محمودة العواقب، إلا أنه تقدم في أوائل نوفمبر للقاء المهاجمين، حيث أقام معسكره في تازة
التقى الجيشان بالقرب من مدينة تازة في 5 ديسمبر 1553، وبعد فترة من المراقبة، تبين لصالح ريس أن معظم القادة كانوا من أنصار أبي حسون وأنهم كانوا ينتظرون لحظة الانشقاق للالتحاق بالمعسكر الوطاسي. قام التحالف العثماني الوطاسي بهجوم ليلي مفاجئ بطابور مكون من 1500 رجل، سبب هذا الهجوم في انشقاق مجموعة كبيرة جدا من قوات السعديين وانضمامها إلى القوات العثمانية. كان الهجوم ناجحًا بالنسبة للعثمانيين، حيث فشل الضباط المغاربة في إعادة تجميع رجالهم الذين تفرقوا في كل الاتجاهات خائفين من تفجيرات المدفعية. حاول الجيش السعدي التراجع والتحصن من نيران العثمانيين قبل انسحابه بعد يومين باتجاه فاس.
بعد تلقي تعزيزات قوامها 600 رجل، تم جلبهم من منطقة باديس من قبل أبناء أبي حسون، انطلق صالح ريس نحو فاس، حيث أقام معسكره يوم 3 يناير 1954 بالقرب من سبو (حوالي ستة كيلومترات عن فاس). في اليوم المالي، حاول سلاح الفرسان - بقيادة أحد أبناء السلطان السعدي مولاي عبد المومن - عبور النهر صوب القوات العثمانية الوطاسية، غير أن أبي حسون واجهه بشدة وهو محاط بأبنائه يتبعهم ألفين من رماة الرماح، أدت شدة المواجهات إلى عدم حسم المعركة لأحد وتراجع كلا الجيشين إلى معسكرهما، بينما استقبل أبو حسون "الذي حارب كالأسد" وفودا من فاس جاءت لتهنئه سرا بالفوز.
خلال الليل، عبر "الأتراك" الوادي واستقروا عند سفح مدينة فاس القديمة. وفي صباح اليوم الخامس، هاجم عبد المومن السعدي القوات العثمانية في محاولة منه لمباغتة التحصينات التركية، لكنه لم يتلق الدعم الضروري، فنال العثمانيون من رجاله الذين وجدوا أنفسهم وجها لوجه أمام نيران العثمانيين الذين أثخنوهم ذبحا. رأى عبد المومن نفسه "مجبرًا على الفرار نحو الجبال، بعد أن نجح في عبور خطوط أعدائه". وهكذا دخلت قوات صالح ريس منتصرة إلى فاس ليلة 7 إلى 8 يناير 1554 ونصبت على الفور الوطاسي أبو حسون ملكا تابعا للسلطان العثماني.

## نتائج المعركة
مع دخول صالح ريس وأبو حسون المدينة، تغير الوضع وتأزمت الأمور بسرعة. حيث أقدمت القوات العثمانية وحلفاؤها من منطقة القبائل إلى النهب وارتكاب الانتهاكات في فاس الجديد (المدينة الجديدة). بقيت القوات العثمانية المكونة من الأتراك وعناصر من منطقة القبائل في فاس، لما يقرب من أربعة أشهر حتى تضايق منهم سكانها.
كان أبو حسون مصمما على "التخلص" من العثمانيين بسرعة، بينما، ووفقًا لأوغست كور، "كان هدف الأتراك الواضح هو جعل فاس تابعة للباب العالي". نشبت عدة خلافات بين أبو حسون وصالح ريس، مما دفع الأخير إلى سجن أبي حسون وتنصيب شريف إدريسي يدعى مولاي بو بكر سلطانا على فاس، غير أن تمرد وعصيان سكان المدينة اضطره لقبول إعلان أبي حسون حاكما. خلال هذه الفترة، كانت جميع أمور المدينة تتم باسم السلطان العثماني.
وصف مارتن إيلبل(Martin Elbl) الهجوم العثماني على فاس بالسريع والفعال، لكن أبا حسون سعى للتخلص التدريجي من القوات العثمانية "في أربعين يومًا".
دفع أبو حسون مقابل رحيل العثمانيين عن المدينة مبلغ 400000 مثقال من الذهب، كتعويض (أي ما يعادل1500 كيلوغرام من الذهب) قيل عنه إنه ذو جودة عالية ، هذا الجشع والنهب جعلا القوات العثمانية تحظى بسمعة سيئة.
لم يدم حكم أبي حسون آخر سلاطين الوطاسيين سوى تسعة أشهر قبل أن يستعيد السلطان السعدي محمد الشيخ مدينة فاس في 13 شتنبر 1554، بعد معركة تادلة التي قُتل فيها أبو حسون.
لم تقف نتائج هذه المواجهات عند حدود سيطرة محمد الشيخ على فاس، بل كانت آثارها بعيدة المدى، حيث دبرت القوات العثمانية عملية اغتيال السلطان السعدي محمد الشيخ وهو ما نجحت في تحقيقه بالفعل، حيث نقل منفذو الاغتيال رأسه إلى السلطان العثماني الذي علقه بباب قصره ليكون عبرة لمن يتحدى العثمانيين.نجاح عملية الاغتيال جعلت العثمانيين في الجزائر يفكرون مرة أخرى في غزو المغرب مما نجم عنه وقوع معركة واد اللبن، بنواحي تاونات والتي تأكد فيها للعثمانيين أن ضم المغرب بالقوة أمر مستحيل.